# Morten Skøt
Morten Kristian Skøt (2. januar 1886 i Sejlflod – 25. oktober 1937 i Hobro) var en dansk arkitekt.

## Karriere
Hans forældre var karetmager, tømrer, snedker Peter Christian Skøt-Mortensen og Maren Jensen, og han blev uddannet tømrer fra Aalborg Tekniske Skole. Han konstruerede sin egen træcykel som transportmiddel til skolen, og den findes nu i Cykelmuseet i Ålestrup. Skøt var ansat hos Hother A. Paludan i Aalborg. Morten Skøt drev selvstændig arkitektvirksomhed i Hadsund fra 1913 og i Hobro fra 1918 til sin død.
Påvirkningen fra Paludans tegnestue i retning af nybarokken er tydelig i Skøts første arbejder, bl.a. Hadsund Bank (1915, vinduer ændret). Hurtigt blev Skøt dog en del af Bedre Byggeskik-bevægelsen og nyklassicismen, hvilket ses i fx Hobro Bibliotek fra 1920, hvor Skøt har behandlet inspirationskilderne med stor selvstændighed.
Morten Skøt var knyttet for Husmandsbevægelsen, som han tegnede typehuse til. Dette engagement førte til, at han blev bedt om at tegne æresboligen for forfatteren Johan Skjoldborg i Løgstør. Dette er Skøts mest kendte værk, et stråtækt, typisk dansk, hus, stilfærdigt og tidløst. Skøts produktion var omfattende og spænder over forsamlingshuse, skoler, mejerier, statshusmandsbrug og gårde.
I mange af de større opgaver arbejdede Skøt sammen med maleren Axel Aabrink om dekoration og møbler. Hans egne huse i Hobro fik navne efter græske bogstaver, 5 i alt, og i det sidste, Epsilon, Jernbanegade 35 fra 1932, kan man spore en begyndende funktionalisme.
Han var medlem af Hostruphuse Borgerforening og vurderingsmand for en kreditforening.
Han blev gift 8. november 1910 i Vesterbølle Kirke med Ane Marie Nielsen (30. maj 1888 i Svingelbjerg – 19. februar 1972 i Hobro), datter af landmand Niels Peter Nielsen og Ane Kristine Nielsen. 

## Værker
- Hadsund Skole, Kirkegade, Hadsund (1911)
- Mariager Mejeri (1913)
- Hadsund Teknisk Skole, Skolegade 12, Hadsund (1914, fraflyttet)
- Hadsund Bank, nu Jutlander Bank, Bankpladsen, Hadsund (1915, vinduer ændret)
- Ravnkilde Skole (1917)
- Smorup Skole (1918)
- Mejlby Skole (1918)
- Æresbolig for Johan Skjoldborg, Løgstør (1918)
- Skjellerup Skole (1919)
- Anderup Skole (1919)
- Hadsund Politigård, Tinggade 4, Hadsund (1919, fraflyttet)
- Hørby Skole (1920)
- Nørbeg Skole (1923)
- Vejgård Skole (1923)
- Vegger Skole (1923)
- Trige Skole (1923)
- Vegger Mejeri (1923)
- Forsamlingshuse, fx Brøndum, Handest, Stenild, Døstrup og Hørby
- Handest Skole (1924)
- Odd Fellow Palæ, Adelgade, Hobro (1924)
- Hobro Bibliotek, Storetorv, Hobro (1925)
- Præstegård i Skørping (1927)
- Tømmerhandel, Brogade, Hobro (1927)
- Egne huse: Alpha, Beta, Gamma, Delta, alle på Nyvej, Hobro (1932) og Epsilon, Jernbanegade 35, Hobro (1932)
- Gården Karlseje, Houtved (Oue
- Vinterslev Skole, Vinterslev (Hadsten) (1936)